# メトキシアミン
メトキシアミン(Methoxyamine)は、化学式CH3ONH2の有機化合物である。O-メチルヒドロキシアミンとも呼ばれ、無色の揮発性液体であり、極性有機溶媒と水に可溶である。ヒドロキシアミンのヒドロキシル水素がメチル基に置換した誘導体である。または、ヒドロキシル水素がアミノ基に置換したメタノール誘導体と見ることもできる。N-メチルヒドロキシルアミンとアミノメタノールの異性体である。塩酸塩中で保存しなければ発熱反応(-56 kJ/mol)によりメタンと次亜硝酸に分解する。

## 合成
メトキシアミンは、ヒドロキシアミン誘導体のO-アルキル化によって合成される。例えば、アセトキシムをO-アルキル化後、O-メチル化オキシムを加水分解することで得られる。
(CH3)2CNOCH3   +  H2O   →   (CH3)2CO  +  H2NOCH3
他に、ヒドロキシアミンスルホン酸塩をメタノリシスすることでも得られる。
H2NOSO3-   +  CH3OH   →  H2NOCH3  +  HSO4-

## 反応
ヒドロキシルアミンと同様に、メトキシアミンもケトンとアルデヒドで処理することで、オキシムを形成する。
メトキシアミンは、NH2+のシントンとして用いられる。メチルリチウムで脱プロトン化して、CH3ONHLiを与える。このN-リチウム誘導体は、有機リチウム化合物からの反応を受けた後、加水分解され、アミンを与える。
H2NOCH3  +  CH3Li   →    LiHNOCH3  +  CH4
LiHNOCH3  +  RLi   →    RNHLi  +  LiOCH3
RNHLi  +  H2O   →   RNH2  +  LiOH

## 利用
メトキシアミンは経口摂取可能な、アジュバント活性を持つ可能性のある小分子の阻害剤である。脱プリン/脱ピリミジンDNA損傷部位と共有結合し、DNA鎖の破壊やアポトーシスの増加につながる塩基除去修復を阻害する。この薬剤は、アルキル化剤の抗腫瘍活性を強める可能性がある。
メトキシアミンユニットを導入した薬剤の例としては、ブラソフェンシンやゲミフロキサシンがある。